# Stereohypnum decurrens
Stereohypnum decurrens là một loài Rêu trong họ Hypnaceae. Loài này được Herzog mô tả khoa học đầu tiên năm 1909.